# Tau man ji D
Tau man ji D (chiń. 頭文字D) – chińsko-hongkoński dramatyczny film akcji w reżyserii Alana Maka i Andrew Laua, którego premiera odbyła się 23 czerwca 2005. Film był produkowany na podstawie mangi Initial D autorstwa Shūichiego Shigeno.

## Fabuła
Film jest opowieścią o najszybszym ulicznym kierowcy na górze Akina. Takumi Fujiwara – syn właściciela lokalnego sklepu z tofu, Ryōsuke - inżynier szybkości i Kyōichi – profesjonalny kierowca, tworzą trójkę, która rywalizuje między sobą w górskich wyścigach ulicznych. Każdego ranka, od 5 lat, osiemnastoletni Takumi dostarcza autem swojego ojca tofu. Codzienne realizowanie dostaw spowodowało u niego nieświadome udoskonalenie umiejętności ścigania się w górskich wyścigach. Takumi jeździ Toyotą Trueno AE86, która jest już przestarzałym modelem. Aby stać się dobrym kierowcą Takumi musi poznać wszelkie tajniki sztuki driftingu.

## Obsada
- Jay Chou – Takumi Fujiwara
- Edison Chen – Ryōsuke Takahashi
- Shawn Yue – Takeshi Nakazato
- Anthony Wong – Bunta Fujiwara
- Kazuyuki Tsumura – Mr. X
- Kenny Bee – Yūichi Tachibana
- Jordan Chan – Kyōichi Sudō
- Chapman To – Itsuki Tachibana

## Odbiór
Film zarobił 10 793 051 dolarów na całym świecie.

## Plany kontynuacji
Rok po premierze filmu, produkcja rozpoczęła rozmowy związane z planami kontynuacji filmu, jednak nie można było wyciągnąć konkretnego wniosku z powodu przeszkód, takich jak fabuła, miejsca filmowania, obsada i względy bezpieczeństwa. W marcu 2014 Andrew Lau w wywiadzie wspomniał, że produkcja kontynuacji jest możliwa, ale jest szczera w dniu premiery. Ponadto Jay Chou chciał, aby Edison Chen oraz Shawn Yue wystąpili w drugiej części filmu live action.

## Nagrody i wyróżnienia
Opracowano na podstawie materiału źródłowego.
| Rok  | Ceremonia                             | Kategoria                                    | Nominowany                                                                    | Rezultat  |
| ---- | ------------------------------------- | -------------------------------------------- | ----------------------------------------------------------------------------- | --------- |
| 2005 | Asia-Pacific Film Festival            | Najlepszy aktor drugoplanowy                 | Anthony Chau-Sang Wong                                                        | Wygrana   |
| 2005 | Golden Horse Film Festival            | Najlepszy aktor drugoplanowy                 | Anthony Chau-Sang Wong                                                        | Wygrana   |
| 2005 | Golden Horse Film Festival            | Najlepszy debiutant                          | Jay Chou                                                                      | Wygrana   |
| 2005 | Golden Horse Film Festival            | Najlepiej dostosowany scenariusz             | Felix Chong                                                                   | Nominacja |
| 2005 | Golden Horse Film Festival            | Najlepsze efekty wizualne                    | Victor Wong, Eddy Wong, Bryan Cheung                                          | Nominacja |
| 2005 | Golden Horse Film Festival            | Najlepszy oryginalny utwór filmowy           | Jay Chou (wykonawca)                                                          | Nominacja |
| 2005 | Golden Horse Film Festival            | Najlepszy oryginalny utwór filmowy           | Jay Chou (wykonawca/kompozycja), Vincent Fang (autor słów) (utwór „Drifting”) | Nominacja |
| 2005 | Golden Horse Film Festival            | Najlepsze efekty dźwiękowe                   | Kinson Tsang                                                                  | Nominacja |
| 2006 | Chinese Film Media Awards             | Najlepszy debiutant                          | Jay Chou                                                                      | Nominacja |
| 2006 | Golden Bauhinia Awards                | Najlepszy aktor drugoplanowy                 | Anthony Chau-Sang Wong                                                        | Wygrana   |
| 2006 | Golden Bauhinia Awards                | Najlepszy montaż                             | Hoi Wong                                                                      | Wygrana   |
| 2006 | Golden Bauhinia Awards                | Najlepsze efekty dźwiękowe                   | Kinson Tsang                                                                  | Wygrana   |
| 2006 | Golden Bauhinia Awards                | Najlepszy film                               | Tau man ji D                                                                  | Nominacja |
| 2006 | Golden Bauhinia Awards                | Najlepszy debiutant                          | Jay Chou                                                                      | Nominacja |
| 2006 | Golden Bauhinia Awards                | Najlepsze zdjęcia                            | Yiu-Fai Lai, Andrew Lau, Man-Ching Ng                                         | Nominacja |
| 2006 | Golden Bauhinia Awards                | Najlepszy oryginalny utwór                   | utwór „Drifting”                                                              | Nominacja |
| 2006 | Hong Kong Film Awards                 | Najlepszy aktor drugoplanowy                 | Anthony Chau-Sang Wong                                                        | Wygrana   |
| 2006 | Hong Kong Film Awards                 | Najlepszy debiutant                          | Jay Chou                                                                      | Wygrana   |
| 2006 | Hong Kong Film Awards                 | Najlepsza kompozycja dźwiękowa               | Kinson Tsang                                                                  | Wygrana   |
| 2006 | Hong Kong Film Awards                 | Najlepsze efekty wizualne                    | Victor Wong, Eddy Wong, Bryan Cheung                                          | Wygrana   |
| 2006 | Hong Kong Film Awards                 | Najlepszy film                               | Tau man ji D                                                                  | Nominacja |
| 2006 | Hong Kong Film Awards                 | Najlepszy reżyser                            | Alan Mak, Andrew Lau                                                          | Nominacja |
| 2006 | Hong Kong Film Awards                 | Najlepsze zdjęcia                            | Yiu-Fai Lai, Andrew Lau, Man-Ching Ng                                         | Nominacja |
| 2006 | Hong Kong Film Awards                 | Najlepszy montaż                             | Hoi Wong                                                                      | Nominacja |
| 2006 | Hong Kong Film Awards                 | Najlepsza oryginalna ścieżka dźwiękowa filmu | Kwong Wing Chan                                                               | Nominacja |
| 2006 | Hong Kong Film Awards                 | Najlepszy oryginalny utwór filmowy           | Jay Chou (wykonawca/kompozycja), Vincent Fang (autor słów) (utwór „Drifting”) | Nominacja |
| 2006 | Hong Kong Film Critics Society Awards | Najlepszy film                               | Tau man ji D                                                                  | Wygrana   |
| 2006 | Shanghai Film Critics Awards          | Najlepszy film                               | Tau man ji D                                                                  | Wygrana   |
| 2007 | Scream Awards                         | Najlepszy film zagraniczny                   | Tau man ji D                                                                  | Nominacja |